# Fito Olivares
Rodolfo Olivares (* 19. April 1947 in Ciudad Miguel Alemán, Tamaulipas; † 17. März 2023 in Houston, Texas), allgemein bekannt als Fito Olivares, war ein mexikanischer Musiker, der vorwiegend als Sänger und Komponist tätig war.

## Biografie
Olivares wurde auf dem Landgut „Las Tres Lomitas“ geboren, das zum Stadtgebiet der Ciudad Miguel Alemán im mexikanischen Bundesstaat Tamaulipas gehört, und er wuchs auf dem Landgut „Rechinadores“ unweit der im selben Bundesstaat gelegenen Kleinstadt Ciudad Camargo auf.
Nachdem er bereits als Kind gelernt hatte, Mundharmonika zu spielen, wollte er anschließend das Akkordeonspiel erlernen, doch sein Vater schenkte ihm stattdessen ein Saxophon: „Wenn du Musiker werden willst, lerne lieber Saxophon. Denn es gibt nur wenige Saxophonspieler und Akkordeonspieler gibt es mehr als genug.“
Ab seinem zwölften Lebensjahr wurde er von seinem Vater, der selbst Saxophonspieler war, unterrichtet und im Alter von 16 Jahren trat er selbst als Saxophonist in der nahegelegenen Ciudad Camargo auf. Doch die Leidenschaft für das Akkordeon ließ ihn nie los und so begann er, auch dieses Instrument zu lernen. Bald begann er, Lieder zu komponieren und lernte weitere Instrumente.
Gemeinsam mit seinen Brüdern Javier und Jaime sowie seinem Schwager Jacinto Treviño gründete Rodolfo im August 1980 die Band „Fito Olivares y su Grupo (La Pura Sabrosura)“, mit der sie einen unverwechselbaren güapachoso-Stil schufen.
Fitos größter Hit war Juana la Cubana, das unter anderem von der Frauengruppe Las Chicas del Can und der „Reina del Tex-Mex“ Selena gecovert wurde. Ein weiterer großer Hit war das Lied El Colesterol.